# Выборы в Европейский парламент на Кипре (2009)
Выборы в Европейский парламент в Республике Кипр прошли 6 июня 2009 года. На них были избраны 6 депутатов кипрской делегация из 736 депутатов Европарламента. В выборах участвовало 6 политических партий, тех же, которые участвовали в выборах национального парламента. Явка составила 59,4% и была значительно выше, чем в среднем по Европе, но намного ниже, чем на европейских выборах на Кипре в 2004 году, когда она составила 72,5%.

## Результаты
| Партия                              | Партия                                        | Европейская партия                  | Голоса  | %      | +/–     | Места | +/– |
| ----------------------------------- | --------------------------------------------- | ----------------------------------- | ------- | ------ | ------- | ----- | --- |
|                                     | Демократическое объединение (DISY)            | Европейская народная партия         | 109 209 | 35,65  | 7,42 ▲  | 2     | 0   |
|                                     | Прогрессивная партия трудового народа         | Европейские левые                   | 106 922 | 34,90  | 7,01 ▲  | 2     | 0   |
|                                     | Демократическая партия                        | —                                   | 37 625  | 12,28  | 4,81 ▼  | 1     | 0   |
|                                     | Движение за социал-демократию                 | Партия европейских социалистов      | 30 169  | 9,85   | 0,94 ▼  | 1     | 1 ▲ |
|                                     | Европейская партия (EVROKO)                   | Европейская демократическая партия  | 12 630  | 4,12   | 6,7 ▼   | 0     | 1 ▼ |
|                                     | Движение по экологии и окружающей среде (KOP) | Европейская партия зелёных          | 4 602   | 1,50   | 0,64 ▲  | 0     | 0   |
|                                     | Прочие партии                                 | Прочие партии                       | 5 168   | 1,69   | —       | 0     | 0   |
| Действительных голосов              | Действительных голосов                        | Действительных голосов              | 306 325 | 98,03  |         |       |     |
| Пустые и недействительные бюллетени | Пустые и недействительные бюллетени           | Пустые и недействительные бюллетени | 6 154   | 1,97   |         |       |     |
| Всего                               | Всего                                         | Всего                               | 312 479 | 100,00 | —       | 6     | 0   |
| Количество избирателей/ Явка        | Количество избирателей/ Явка                  | Количество избирателей/ Явка        | 526 060 | 59,40  | 13,10 ▼ |       |     |
| Источник: Elections.gov.cy          |                                               |                                     |         |        |         |       |     |